# Haier
Haier Group Corporation (cinese semplificato: 海尔集团公司; cinese tradizionale: 海爾集團公司; pinyin: Hǎiěr jí tuán gōng sī), meglio nota come Haier (海尔; Hǎiěr), è un'azienda multinazionale cinese produttrice di elettrodomestici e di elettronica di consumo, con sede a Qingdao, nello Shandong.

## Storia
La Qingdao Refrigerator Company (青岛电冰箱公司; Qīng dǎo diàn bīng xiāng gōng sī), società a capitale pubblico produttrice di frigoriferi, è stata fondata a Qingdao, nello Shandong, nel 1980. Entrata in crisi dopo pochi anni di attività, la sua conduzione nel 1984 viene affidata a Zhang Ruimin, che diviene direttore dell'azienda, che occupava 600 lavoratori. Zhang, in joint venture con la tedesca Liebherr-Hausgeräte, fonda la Quingdao-Liebherr (青岛利勃海尔; Qīngdǎo Lìbóhǎiěr), nella quale il socio teutonico forniva capitali e tecnologie, e il marchio Liebherr per produrre i frigoriferi nello stabilimento destinati al mercato cinese e tedesco.
Dopo appena due anni di attività, nel 1986, l'azienda registra un notevole incremento dei suoi livelli produttivi e di redditività. L'attività industriale viene diversificata con altri tipi di prodotti a partire dal 1988, quando viene rilevata la Qingdao Electroplating Factory e trasformata in Qingdao Microwave Electric Appliance Factory (青岛微波电器厂, Qīngdǎo Wēi Bō Diàn qì Chǎng), per la produzione di forni a microonde.
Nel 1991, nasce il marchio Haier, che deriva dalla forma contratta di Lìbóhǎiěr, traslitterazione cinese di Liebherr. La scelta del nome del marchio dal suono tedesco si rivelerà negli anni seguenti un utile strumento di marketing per acquisire la fiducia dei consumatori. Nello stesso anno, la Quingdao-Liebherr acquisisce il controllo delle aziende Qingdao Air Conditioner Plant (condizionatori d'aria) and Qingdao Freezer (congelatori), che incorpora assumendo la denominazione Qingdao Haier Company Ltd. (青岛海尔有限公司, Qīngdǎo Hǎiěr yǒu xiàn gōng sī), e l'anno seguente, nel 1992, la capogruppo Qingdao Refrigerator Company diviene Haier Group Corporation (海尔集团公司;Hǎiěr jí tuán gōng sī). Nel 1993, assieme all'italiana Merloni Elettrodomestici crea la joint-venture Haier-Merloni Washing Machine Ltd., per la produzione delle lavatrici. Nello stesso anno, la Qingdao Haier Company, fa ingresso alla Borsa di Shanghai. Nel 1995, Haier acquisisce il controllo della Star Electric Appliance Factory, produttrice di elettrodomestici. Nel 1997, l'azienda entra nel settore dell'elettronica di consumo attraverso l'acquisizione delle aziende Huangshan Electronics Group e Yellow Mountain Television Company, produttrici di televisori, le cui attività confluiscono nella neocostituita Haier Electronics Group Co., Ltd., con sede ad Hong Kong, e quotata nella medesima borsa valori.
Le dimensioni assunte dall'azienda sono sempre più rilevanti, e viene perciò avviata una politica di espansione all'estero con l'apertura di stabilimenti di produzione in Indonesia (1996), Filippine e Malaysia (1997) e l'avvio delle esportazioni verso l'estero. Haier riesce a penetrare in Giappone (1998) e negli Stati Uniti, dove nel 1999 apre a Camden, Carolina del Sud, uno stabilimento di produzione dei minifrigo e delle cantine refrigerate per il vino. L'espansione internazionale di Haier si rivolge in seguito anche all'Europa, ed è resa possibile dall'imminente ingresso della Cina nell'Organizzazione mondiale del commercio: nel 2000, fonda a Varese, in Italia, la Haier Europe, con filiali in Spagna, Francia, Germania e Inghilterra, sedi di coordinamento commerciale dei prodotti Haier nel continente. L'anno seguente, nel 2001, rileva la Meneghetti, azienda italiana produttrice di frigoriferi con sede e stabilimento a Campodoro, in provincia di Padova. Altri stabilimenti vengono aperti negli anni seguenti in Pakistan (2002), Giordania (2003), India (2004-07) e Tailandia (2007), ed Haier assume ben presto la leadership di mercato nell'area mediorientale.
L'espansione di Haier prosegue con importanti acquisizioni: nel 2011 viene rilevata la divisione elettrodomestici della Sanyo, controllata da Panasonic. L'anno seguente, nel 2012, il Gruppo cinese acquisisce il controllo della Fisher & Paykel Appliances Holdings Ltd, azienda neozelandese produttrice di elettrodomestici. Nel 2016 viene rilevata da Haier la GE Appliances, divisione elettrodomestici della statunitense General Electric, e due anni più tardi, nel 2018, viene rilevata la multinazionale italiana Candy.
Nel 2019, la Qingdao Haier Company, principale sussidiaria di Haier Group che controlla tutte le attività industriali del Gruppo, diventa Haier Smart Home Co., Ltd. (海尔智能家居有限公司; Hǎiěr zhì néng jiā jū yǒu xiàn gōng sī).

## Informazioni e dati
Haier Group Corporation è un'azienda multinazionale con sede a Qingdao, nello Shandong, che opera nella produzione e commercializzazione di elettrodomestici, attraverso la sua sussidiaria Haier Smart Home Co., Ltd.
La gamma degli elettrodomestici comprende apparecchi per il freddo (frigoriferi, congelatori), per la conservazione del vino, per il lavaggio (lavatrici, asciugatrici, lavasciuga) e per la cottura (forni, piani cottura). Questi prodotti vengono commercializzati a livello globale con il marchio Haier e con i marchi Aqua, Candy, Casarte, GE Appliances e Fisher & Paykel. Attraverso la sussidiaria Haier Electronics Group Co., Ltd., la multinazionale asiatica opera nella commercializzazione dei televisori con il proprio marchio.
Nel 2020, il Gruppo cinese ha realizzato un fatturato di 209,7 miliardi di yuan (32,7 miliardi dollari statunitensi, 27 miliardi di euro), un utile netto di 8,8 miliardi (1,4 miliardi di dollari statunitensi, 1,1 miliardi di euro), esprimeva un EBITDA di 19,9 miliardi (3,1 miliardi di dollari, 2,7 miliardi di euro), e impiegava 99.299 dipendenti. Il 51,3% del fatturato è stato realizzato in Cina, la restante parte all'estero, in particolare nelle Americhe. Nello stesso anno, contava 122 stabilimenti di produzione (di cui 42 in Cina), 108 filiali commerciali, 14 centri di ricerca e sviluppo, e commercializzava i suoi prodotti in oltre 160 paesi.
Haier figura nella posizione 435 della classifica Fortune Global 500 dei primi 500 gruppi economici mondiali.